# Infantazgo (francés)

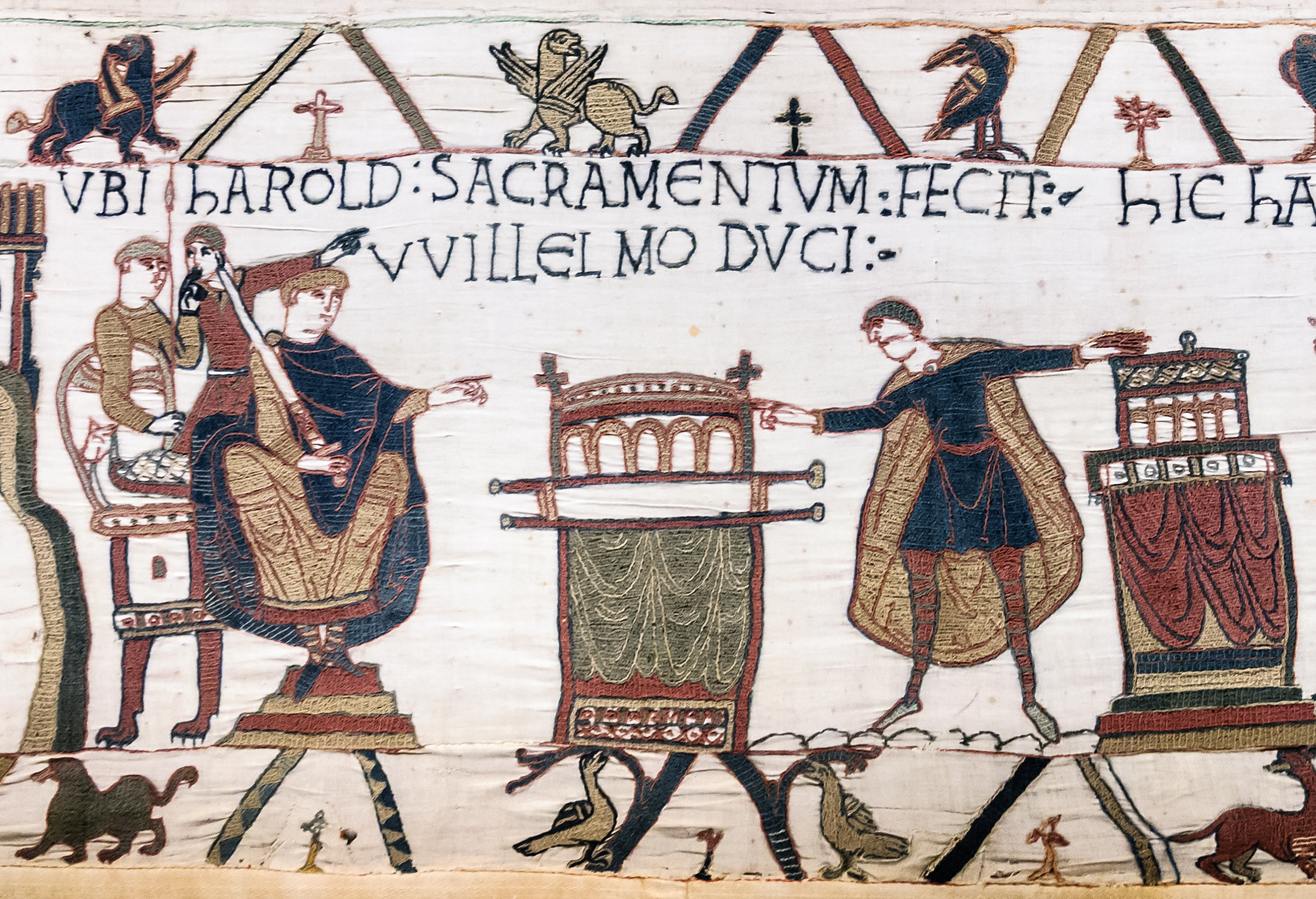
Tapiz de Bayeux - Escena 23: Harold hace juramento sobre las reliquias sagradas a Guillermo, duque de Normandía. Título: UBI HAROLD SACRAMENTUM FECIT WILLELMO DUCI (Donde Harold hizo un juramento al duque Guillermo).

El infantazgo o apanage era una división del territorio gobernado por un señor que este escindía y otorgaba a aquellos hijos que no heredarían su puesto. Si bien estos territorios solían de escasa importancia política o militar, estos permitían a los descendientes obtener rentas.
El sistema de infantazgos de la Familia Real Francesa, que los conocían como apanages en francés, término que viene proveniente del latin panem (Pan) puesto que la justificación primera era permitir al beneficiario su subsistencia.
Fue establecido para cubrir las necesidades de los hermanos y hermanas más jóvenes del Rey, sirviendo también para desarrollar la administración aristocrática de sus territorios. Se utilizó sobre todo desde el siglo XIII hasta el siglo XVI. El Edicto de Moulins de 1566 hizo inalienables los predios regios, de tal manera que todos los infantazgos serían tarde o temprano devueltos a la Corona. El sistema fue abolido durante la Revolución francesa,siendo transitoriamente restablecido entre 1810 y 1832 con la Restauración borbónica en Francia.